# Харвази (приток Охты)
Харвази — река в России, правый приток Охты. Протекает по Всеволожскому району Ленинградской области. Вытекает из болот севернее Меднозаводского разлива. Впадает в Охту в 70 км от её устья, у посёлка Агалатово. Длина реки составляет 12 км.

## Данные водного реестра
По данным государственного водного реестра России относится к Балтийскому бассейновому округу, водохозяйственный участок реки — Нева, речной подбассейн реки — Нева и реки бассейна Ладожского озера (без подбассейна Свирь и Волхов, российская часть бассейнов). Относится к речному бассейну реки Нева (включая бассейны рек Онежского и Ладожского озера).
Код объекта в государственном водном реестре — 01040300412102000009049.